# کایوت فلتس (تگزاس)
کایوت فلتس، تگزاس (به لاتین: Coyote Flats, Texas) در شهرستان جانسون با جمعیت ۳۱۲ نفر است که در تگزاس واقع شده‌است.